# Wilhelmine Mylius
Wilhelmine Mylius (* 23. Januar 1823 in Themar; † 1852 oder 1853 in Roane County, Tennessee) war eine Märchenerzählerin, Dichterin und Buchhalterin, sie hatte von 1843 bis zu ihrer Ausreise nach Amerika ein nahes Verhältnis zu dem Schriftsteller Ludwig Bechstein, was aus dessen Briefen an Ludwig Storch hervorgeht.
Auf ihre mündlichen und schriftlichen Überlieferungen gehen neun volkstümliche deutsche Märchen zurück, die Ludwig Bechstein dann in seinem Deutschen Märchenbuch veröffentlichte: Die Rosenkönigin, Goldmarie und Pechmarie, Hirsedieb, Der goldne Rehbock, Das Nußzweiglein, Der Zauberer und seine Kinder, Hühnchen und Hähnchen, Das goldene Ei und Hänschen und Gretchen, die in die roten Beeren gingen.
Aus Bechsteins Briefwechsel geht auch hervor, dass Mylius „einen wesentlichen Anteil am wirkungsgeschichtlichen Erfolg des Deutschen Märchenbuchs“ hat.

## Leben
Wilhelmine Mylius war eine Näherin und Tochter eines Flößebeamten. Ihr Bruder war der republikanische Mundartdichter und Physiker Heinrich Mylius.
Sie war kurzzeitig Ludwig Bechsteins Muse, der sie schriftstellerisch förderte. Im Mai des Jahres 1843 lernten Mylius und Bechstein sich kennen. Nach Bechsteins Angaben hatte sie sich wegen „einiger Hilfsmittel“ und weiterer Ausbildung an ihn gewandt, zunächst anonym. Seine Gefühle kamen durch Wilhelmine Mylius etwas durcheinander und, zumindest am Anfang, hatte er nicht nur väterliche Gefühle für sie. Sie lebte zu der Zeit noch in ihrem Elternhaus, das weder bedürftig noch reich war. Wilhelmine habe eigentlich kein Einkommen, sie gebe Stick- und Strickunterricht und verkaufe „weibliche Arbeiten, die schlecht genug bezahlt werden“. In einem seiner Briefe schreibt Bechstein über sie „ein neues, köstliches Poesietalent“, stellt aber auch fest, dass ihr viel mangelt, „und dennoch hat sie mir gar wunderliche Gedichte gesandt“. Bechstein erkennt ihre „reine und edle Neigung“ zu ihm als ihr Vorbild, sieht sich aber unwürdig „so hoher Verehrung“. In einem späteren Brief stimmt er dann Ludwig Storch zu, dass Mylius sich wohl in Bechstein verliebt hat.
Im September 1843 schrieb er seinem Freund, dass er hoffe, „sein Waldröschen“ zerbräche nicht an der „hoffnungslosen Liebe in ihrem Herzen“ und fragt gleichzeitig „Und warum hoffnungslos, muß es denn immer besessen oder geheirathet sein? Als wenn zwei Herzen nicht für immer glühn und schwärmen könnten!“ Er beschließt dann ihr ein väterlicher Freund zu sein, um im Oktober des gleichen Jahres von einem Regentag in Themar zu schreiben, den er mit der „lieben zarten Dichterin“ verbrachte. Im Juni 1846 erwähnt Bechstein, dass er ihr eine Freude bereiten möchte und ein kleines Büchlein mit ihren Gedichten auf seine Kosten veröffentlichen. Bechstein beschreibt Wilhelmines Züge als interessant, ihre Augen schön und ihr weiches Haar blond, sie sei aber keine Schönheit, ihr Kopf habe eine eigentümliche etwas eckige Form. Bechstein verehrte sie romantisch, ihr Vertrauen zu ihm rührte ihn zutiefst und er „will alles für ihre Ausbildung und ihr Emporkommen thun, es lebt in vielen jungfräulichen Herzen ein so schöner Glaube, eine so glühende Liebe zur Poesie“. 1846 wohnt sie in Meiningen in einem „Stübchen“, das sie sich selbst „sinnig hergerichtet hat“. Er nannte sie wohl aus Diskretionsgründen die „Waldrose“, dann sein „Waldröschen“, da sie später geheiratet hatte.
Im Jahr 1846 erschien ihre Gedichtesammlung unter dem Titel Gedichte von Wilhelmine Mylius, zu der Bechstein als Einleitung ein Gedicht schrieb: „[...] Einsam, für Gott erblüh’t, der Blume gleich,/ Die sie besingt, arm, doch im Inneren reich, /In ernster Demuth tritt sie hin vor euch.“
Zu ihrem Bekanntenkreis gehörte auch der Mundartdichter Ludwig Wucke, dem sie sich brieflich mitfühlend zuwendete, als dieser an seiner Erblindung verzweifelte.
Im Jahr 1848 wanderte Wilhelmine Mylius nach Amerika aus.